# Rundfunk im amerikanischen Sektor
Rundfunk im amerikanischen Sektor (en español, «Radiodifusión en el sector americano»), más conocida por sus siglas RIAS, fue una empresa de radio y televisión con sede en Berlín Oeste (Alemania) que existió desde 1946 hasta 1993. El servicio fue fundado por las tropas de la zona de ocupación estadounidense en el sector americano de Berlín.
RIAS transmitía en onda media y frecuencia modulada, sus postes estaban situados en el sector americano de Berlín Oeste y la señal podía captarse tanto en Berlín Este como en casi toda la República Democrática Alemana, siendo una alternativa en idioma alemán a los medios oficiales socialistas. Durante la Guerra Fría casi todos los espacios eran propaganda e información orientada a influir a la ciudadanía de la RDA, por lo que jugó un papel importante durante el conflicto entre bloques y dio cobertura a noticias censuradas allí, tales como la sublevación de 1953, las reacciones a la construcción del Muro de Berlín y la caída del Bloque del Este. Una vez se produjo la reunificación alemana, la empresa fue desmantelada.
A diferencia de otros servicios radiofónicos fundados por las tropas aliadas, RIAS nunca fue traspasada a las autoridades alemanas. En sus primeros años estuvo administrada directamente por los estadounidenses, y desde 1965 hasta su cierre corrió a cargo de empleados alemanes bajo supervisión de la Agencia de Información de los Estados Unidos (USIA).

## Historia

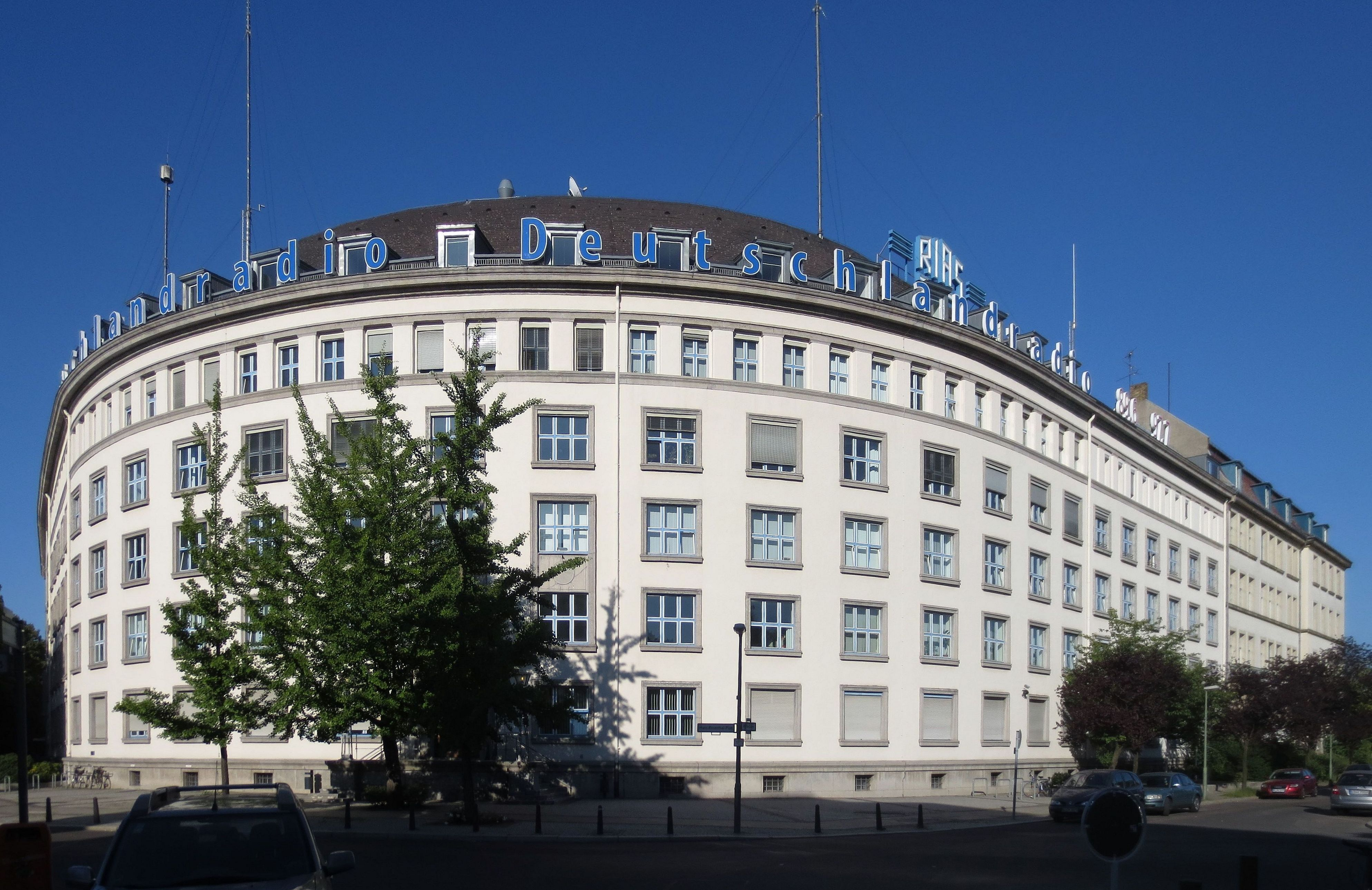
Sede de la RIAS en Hans-Rosenthal-Platz, actualmente ocupada por Deutschlandradio.

Durante la ocupación aliada de Alemania tras la Segunda Guerra Mundial, cada uno de los cuatro ejércitos aliados puso en marcha sus propias emisoras de radio. Después de los soviéticos (Berliner Rundfunk) y los británicos (NWDR), las tropas estadounidenses iniciaron el 7 de febrero de 1946 las emisiones de Rundfunk im amerikanischen Sektor (RIAS, «Radiodifusión en el sector americano»), situada en el sector americano de Berlín Oeste y bajo supervisión de la División de Control de Información del ejército de los Estados Unidos. Su primer eslogan fue «la voz libre de un mundo libre».
La sede de la RIAS fue un edificio en el distrito de Schöneberg de Berlín, el mismo donde estaba ubicado el Mando Europeo de los Estados Unidos. Hoy ese centro pertenece a Deutschlandradio y lleva el nombre de Hans Rosenthal, uno de los primeros locutores de RIAS y reconocida figura mediática en Alemania.
A través de dos potentes transmisores de onda media situados en Berlin-Britz y Hof (Baviera), RIAS cubría tanto Berlín Este como la mayor parte de la socialista República Democrática Alemana (RDA). Además de espacios informativos orientados a influir a la opinión pública berlinesa, la emisora se hizo muy popular gracias a los concursos, shows de variedades, radioteatro y varias organizaciones musicales: el Coro de cámara de la RIAS, la Big Band de la RIAS y la Orquesta Sinfónica Alemana de Berlín, dirigida por el exiliado húngaro Ferenc Fricsay. A diferencia de la NWDR, que fue traspasada a los estados federados en 1949, la RIAS se mantuvo bajo administración estadounidense. Desde el Bloqueo de Berlín, RIAS orientó su programación a la población de la RDA con propaganda y contenidos censurados por los medios oficiales socialistas.

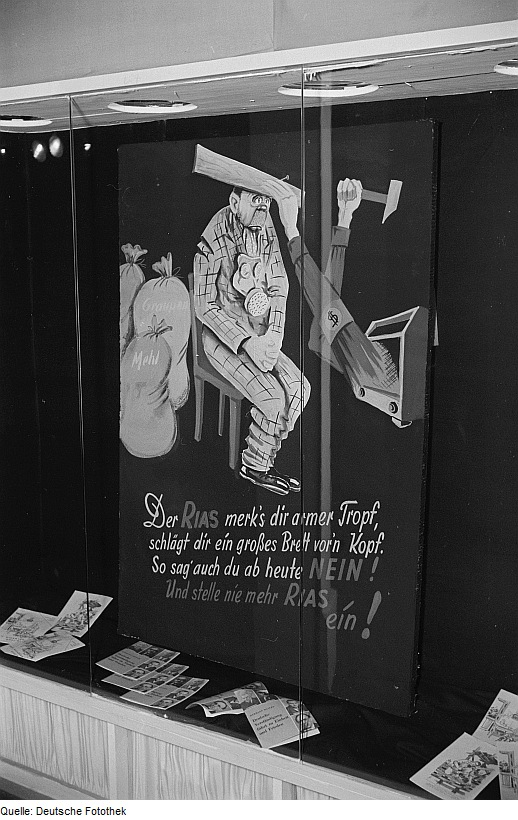
Propaganda de Alemania Oriental contra RIAS.

Uno de los episodios más notables de RIAS se produjo durante la sublevación de 1953 en Alemania del Este, al informar detalladamente de la huelga en el sector de la construcción en Berlín Este. A raíz de esa noticia hubo manifestaciones en solidaridad con los huelguistas e incluso enfrentamientos con la Volkspolizei. Después de sofocar el levantamiento, las autoridades de la RDA culparon de lo sucedido a RIAS y a la CIA, detuvieron a varias periodistas bajo la acusación de colaborar con los americanos y pidieron a la población que no sintonizase esta emisora. Del mismo modo, Rundfunk der DDR hizo interferencias intencionadas para bloquear la señal de RIAS en Alemania Oriental. Esta situación se mantuvo durante la Guerra Fría.
A partir de 1965, RIAS se convirtió en una emisora gestionada por periodistas alemanes bajo supervisión de la Agencia de Información de los Estados Unidos (USIA). Buena parte de su labor estaba encaminada a entrevistar desertores de la RDA, recopilar material de los medios de comunicación del Bloque del Este, emitir música occidental y crear programas originales para diversos sectores de la población de la RDA. Por esta razón, y a pesar de su teórica prohibición, RIAS fue la emisora occidental con más audiencia en Alemania Oriental en la década de 1960. Esas cifras se redujeron cuando la televisión (ARD) se convirtió en un medio de masas.
El 22 de agosto de 1988 se puso en marcha RIAS-TV, un informativo televisivo para Alemania Oriental que se emitía en la desconexión regional de SAT.1 para Berlín.
Con la caída del Muro de Berlín y la reunificación alemana en 1990, la empresa estaba abocada a la desaparición. El gobierno de Estados Unidos confirmó el desmantelamiento de RIAS en mayo de 1992: la redacción de RIAS-TV recaló en Deutsche Welle, la segunda radio de RIAS fue privatizada y la primera cadena cesó sus emisiones el 31 de diciembre de 1993. Al día siguiente fue integrada en la empresa pública Deutschlandradio.

## Canales
En el momento de su cierre, la empresa gestionaba los siguientes servicios:
- RIAS 1: emisora de radio informativa y con espacios de entretenimiento, cuyas emisiones comenzaron el 7 de febrero de 1946. Disponible en AM y FM.
- RIAS 2: emisora de radio musical y con espacios dirigidos al público joven. Se puso en marcha el 1 de noviembre de 1953. Disponible en FM.
- RIAS-TV: informativo televisivo dirigido a los habitantes de Alemania Oriental. Se emitía desde las 17:50 hasta las 18:28 en la desconexión regional de SAT.1 para Berlín. Empezó el 22 de agosto de 1988.

Además, RIAS gestionaba organizaciones musicales como la Orquesta Sinfónica Alemana de Berlín y el Coro de cámara de la RIAS.
La empresa fue desmantelada por los estadounidenses entre 1992 y 1993, tiempo después de la reunificación. RIAS 1 fue integrada en Deutschlandradio, la segunda emisora fue privatizada (94,3 rs2) y las instalaciones de televisión quedaron bajo control de la Deutsche Welle a partir del 1 de mayo de 1992.